# Hälla, Åsele
Hälla (sydsamiska: Hïelle) är en by i Åsele kommun, Lappland och en viktig vägknut mellan riksväg 90 och länsväg 348.
De förhistoriska fångstmiljöerna är av riksintresse för kulturmiljövården.